# Bokomu District
Bokomu är ett distrikt i Liberia. Det ligger i regionen Gbarpolu County, i den centrala delen av landet, 120 km nordost om huvudstaden Monrovia.